# Andrew Jacobs (Schauspieler)
Andrew Jacobs (* 18. November 1993 in Los Angeles, Los Angeles County, Kalifornien) ist ein US-amerikanischer Schauspieler und Filmproduzent.

## Leben
Jacobs wurde am 18. November 1993 in Los Angeles geboren. Er lebte den größten Teil seiner Kindheit in Pflegeheimen und wurde später von einer Französin adoptiert. Er ist Vater eines Sohnes. Er feierte sein Filmdebüt als Hauptdarsteller des Jesse im Horrorfilm Paranormal Activity: Die Gezeichneten im Jahr 2014. Im selben Jahr wirkte er als Episodendarsteller in einer Episode der Fernsehserie Major Crimes mit. 2015 spielte er im Fernsehfilm Gefährliche Leidenschaft – Wuthering High mit der Rolle des Heath eine der Hauptrollen des Films. Zwei Jahre später mimte er die größere Rolle des Simon im Film Lasso – Erbarmungslose Jagd. 2018 stellte er die Rolle des Victor Macias im Fernsehfilm Run for Your Life dar. Außerdem war er in zwei Episoden als Rafael Ruiz in der Fernsehserie Goliath im selben Jahr zu sehen. 2020 stellte er in der Fernsehserie Diebische Elstern in acht Episoden die Rolle des Ben Truax dar. 2022 folgten Rollen in den Kurzfilmen The Mosquito und Fire-Man’s Fetish, für die er auch als Produzent verantwortlich war. 2023 verkörperte er in neun Episoden der Fernsehserie Mayans M.C. die Rolle des Guero.

## Filmografie (Auswahl)

### Schauspiel
- 2014: Paranormal Activity: Die Gezeichneten (Paranormal Activity: The Marked Ones)
- 2014: Major Crimes (Fernsehserie, Episode 2x19)
- 2015: Gefährliche Leidenschaft – Wuthering High (Wuthering High, Fernsehfilm)
- 2017: Lasso – Erbarmungslose Jagd (Lasso)
- 2018: Run for Your Life (Fernsehfilm)
- 2018: Goliath (Fernsehserie, 2 Episoden)
- 2019: Unbelievable (Fernsehserie, Episode 1x04)
- 2020: Diebische Elstern (Trinkets, Fernsehserie, 8 Episoden)
- 2022: The Mosquito (Kurzfilm)
- 2022: Fire-Man’s Fetish (Kurzfilm)
- 2023: Mayans M.C. (Fernsehserie, 9 Episoden)

### Produktion
- 2022: The Mosquito (Kurzfilm)
- 2022: Fire-Man’s Fetish (Kurzfilm)